# Ototylomys phyllotis
Ototylomys phyllotis је врста глодара из породице хрчкова (лат. Cricetidae). 

## Распрострањење
Врста има станиште у Белизеу, Гватемали, Костарици, Мексику, Никарагви, Салвадору и Хондурасу.

## Станиште
Врста Ototylomys phyllotis има станиште на копну.

## Угроженост
Ова врста није угрожена, и наведена је као последња брига јер има широко распрострањење.

### Популациони тренд
Популација ове врсте је стабилна, судећи по доступним подацима.